# Символ на вярата (Църква на Исус Христос на светиите от последните дни)
Символът на вярата на Църквата на Исус Христос на светиите от последните дни се различава от другите символи на вярата в това, че той описва главните вярвания на църквата в само 13 точки. Този символ на вярата е написан от Джоузеф Смит, основател на споменатата църква. Съдържа се в мормонското свещено описание Скъпоценна перла.
1. Ние вярваме в Бог, Вечния Отец, и в Сина Му Исус Христос, и в Светия Дух.
2. Ние вярваме, че хората ще бъдат наказани за собствените си грехове, а не за Адамовото прегрешение.
3. Ние вярваме, че чрез Единението Христово цялото човечество може да се спаси чрез подчинение на законите и обредите на Евангелието.
4. Ние вярваме, че първите принципи и обреди на Евангелието са: първо, Вяра в Господ Исус
Христос; второ, Покаяние; трето, Кръщение чрез пълно потапяне за опрощение на греховете;
четвърто, Полагане на ръце за даване дара на Светия Дух.
5. Ние вярваме, че за да проповядва Евангелието и да отслужва обредите му, човек трябва да бъде призован от Бог чрез пророчество и чрез полагане на ръце от тези, които имат власт.
6. Ние вярваме в същата организация, която e съществувала в Първоначалната Църква, а именно апостоли, пророци, пастири, учители, благовестители и тъй нататък.
7. Ние вярваме в дара за езици, за пророчество, откровение, видения, изцеляване, тълкуване на
езици и тъй нататък.
8. Ние вярваме, че Библията е словото Божие, доколкото е преведена правилно; вярваме също, че и Книгата на Мормон е словото Божие.
9. Ние вярваме във всичко, което Бог е разкрил, във всичко, което понастоящем разкрива, и вярваме също, че Той все още ще разкрива много велики и важни неща, принадлежащи на Царството Божие.
10. Ние вярваме в буквалното събиране на Израил и във възстановяването на Десетте Племена; че Сион (Новият Ерусалим) ще бъде изграден на американския континент; че Христос ще царува лично на
земята и че земята ще бъде обновена и ще получи райската си слава.
11. Ние претендираме за правото да се покланяме на Всемогъщия Бог, според както диктува собствената ни съвест и даваме на хората същата привилегия; и нека те се покланят както, където и на каквото си искат.
12. Ние вярваме в това, че сме поданици на крале, президенти, управници и съдии, в подчинението, уважението и подкрепянето на закона.
13. Вярваме в това да сме честни, истинни, непорочни, любезни, добродетелни и в правенето на добро на всички хора; ние наистина можем да кажем, че следваме съвета на Павел: Вярваме във всичко, надяваме се на всичко, издържали сме много неща и се надяваме да бъдем способни да издържим всичко. И ако има нещо добродетелно, хубаво или достойно за похвала, ние го търсим.
--Джоузеф Смит--